# Gospodar prstanov (filmska trilogija)
Trilogija filmov Gospodar prstanov je serija treh fantazijskih filmov: Gospodar prstanov: Bratovščina prstana (2001), Gospodar prstanov: Stolpa (2002) in Gospodar prstanov: Kraljeva vrnitev (2003).
Serija temelji na fantazijskem romanu pisatelja Tolkiena, kljub temu pa se v nekaterih delih razlikuje od knjig. Režiser filmov je Peter Jackson, ki je s tem projektom postal pomembna osebnost na filmskem področju.
Snemanje vseh treh filmov je potekalo naenkrat na različnih lokacijah na Novi Zelandiji. Pri snemanju so uporabili številne različne stile posebnih efektov, za kar je vsak izmed filmov v letu svojega izida prejel oskarja za posebne učinke.

## Zgodba

### Bratovščina prstana
Hobit Frodo Bisagin mora uničiti Prstan Mogote, s čimer bo pokončal Saurona, glavno zlo v Srednjem svetu. Odpravi se na pot, spremljajo ga Samo, Merjadok in Pipin. Na poti v Breže jih napadejo temni jezdeci, a jim pobegnejo, v samem kraju pa se jim pridruži skrivnostni Aragorn.
Ta jih popelje v Rivendell, kjer vilinski kralj Elrond skliče posvet, na katerem se oblikuje bratovščina prstana; Frodu pomoč na poti v Mordor, kjer bo uničil Prstan, ponudijo prijatelji Sam, Merjadok in Pipin, čarovnik Gandalf, Aragorn, Boromir iz Gondorja, vilin Legolas in škrat Gimli.
Bratovščina se mora kmalu po začetku poti soočiti z veliko oviro: prečkati morajo Megleno gorovje. Ko skušajo prečkati prelaz Caradhras, čarovnik Saruman nadnje pošlje snežni metež, zato morajo na nevarnejšo pot skozi rove Morie, starodavnega škratovskega mesta. Na poti jih opazijo goblini, kasneje pa še ognjeni demon - Balrog. Gandalf se s slednjim spopade na mostu Khazad-dûm in skupaj zgrmita v globine.
Ostali se zatečejo v vilinsko gozdno kraljestvo Lothlorien, kjer jih kraljica Galadriel obdari s številnimi darovi, med drugim s čolni, s katerimi nadaljujejo po reki Anduin. Tako prispejo do ruševin Amon Hena, kjer Boromir skuša Frodu nasilno odvzeti Prstan, vtem pa jih napadejo Sarumanovi orki. Ti zajamejo Merajdoka in Pipina ter ubijejo Boromirja, ki ju skuša zaščititi. Frodo želi sam nadaljevati pot, saj vidi, kako škodljivo Prstan deluje na ostale. Na koncu pusti Samu, da se mu pridruži. Aragorn, Gimli in Legolas pokopljejo Boromirja, nato pa se odpravijo v lov za orki.

### Stolpa
Frodo in Samo
Frodo in Samo se na poti prodi Mordorju skušata prebiti skozi gorovje Emyn Muil, kjer pa se izgubita. Čez čas ju tam dohiti in napade Gollum, majhno bitje, ki je dolga leta posedovalo Prstan. Hobita ga ujameta, ta pa jima obljubi, da ju bo odpeljal v Mordor, čemur Samo sicer nasprotuje.
Odpelje ju iz Emyn Muila v Mrtve močvare. Frodo mu sčasoma vedno bolj zaupa, saj razume, kako močna in težavna je Prstanova volja, ki je Golluma tako dolgo obvladovala. Le-ta pa se sam pri sebi ne more odločiti, ali naj hobita skuša ubiti, ali naj jima pomaga. Enkrat pa ga Frodo pokliče po njegovem starem imenu - Smeagol, kakor se je imenoval, preden je ubil svojega bratranca Deagola zaradi Prstana. Takrat začne Frodu zaupati in ju varno popelje preko močvirja.
Nato pa nekega dne po naključju opazijo napad gondorcev na skupino haradcev, po kateri jih gondorci zajamejo. Njihov poveljnik Faramir se ju sprva odloči odpeljati k svojemu očetu Denethorju v Minas Tirith. Na poti skozi Osgiliath pa med napadom Nazgula spozna, kakšno nevarnost predstavlja Prstan, zato jih spusti, da nadaljujejo svojo pot.
Aragorn, Legolas in Gimli
Medtem Aragorn, Legolas in Gimli lovijo skupino orkov, ki je zajela Merjadoka in Pipina. Orke pred njimi dohiti Éomerjeva skupina jezdecev iz Rohana, hobita pa se v zmedi bitke odplazita v gozd Fangorn, kjer ju ujame ent Bradodrev in ju odpelje do Belega čarovnika. Ko trojica prispe na prizorišče bitke, sledijo njunim sledovom in tudi sama sreča Belega čarovnika - izkaže se, da je to Gandalf, ki je v bitki z Balrogom umrl, a je bil kot sluga Valarjev ponovno poslan na Srednji svet, da dokonča svoje poslanstvo. Skupaj se odpravijo v Edoras, glavno mesto Rohana.
Tam Gandalf izpod Sarumanovega čarobnega vpliva odvobodi kralja Theodena. Le-ta nato ukaže odpeljati vse ljudi v trdnjavo Helmov brezen, saj pričakuje napad Sarumanovih orkov. Gandalf se odpravi iskat Éomerjeve jezdece, Aragorn, Legolas in Gimli pa spremljajo rohance ter se že na poti spoprimejo z jezdeci vargov. Aragorn pade s pečine in šele kasneje sledi ostalim, po poti pa vidi ogromno Sarumanovo vojsko, ki se pripravlja na napad. Branilcem se pridruži skupina vilinskih bojevnikov.
Obramba trdnjave dolgo zdrži, nato pa orki s pomočjo Sarumanovega razstreliva podrejo zunanji zid, kmalu zatem pa še vrata same notranje utrdbe. Ko položaj izgleda že povsem brezupen, zadnji branilci na konjih odjahajo napadalcem naproti, ravno takrat pa se vrne Gandalf z jezdeci in skupaj premagajo sovražnike.
Merjadok in Pipin
Po tem, ko jih Gandalf zapusti, Bradodrev odpelje hobita na zborovanje entov, kjer se le-ti odločijo, da ne bodo sodelovali v spopadu proti Sarumanu. Razočarana ga hobita prosita, naj ju odnese na jug, do Rohanskega predora, od koder si bosta skušala utreti pot proti severu, nazaj v Šajersko. Tako pridejo v bližino Orthanca, kjer je Saruman za svoje orožarne posekal mnogo dreves. To Bradodreva tako razsrdi, da pokliče vse ostale ente in skupaj napadejo Sarumana.

## Igralska zasedba
| Igralec             | Vloga                        | Pojavi se v filmih                                                                              |
| ------------------- | ---------------------------- | ----------------------------------------------------------------------------------------------- |
| Bratovščina         |                              |                                                                                                 |
| Elijah Wood         | Frodo Bisagin                | Bratovščina Prstana, Stolpa, Kraljeva Vrnitev                                                   |
| Sean Astin          | Samoglav Gamgi               | Bratovščina Prstana, Stolpa, Kraljeva Vrnitev                                                   |
| Dominic Monaghan    | Merjadok Brendivinski        | Bratovščina Prstana, Stolpa, Kraljeva Vrnitev                                                   |
| Billy Boyd          | Peregrin Tuk                 | Bratovščina Prstana, Stolpa, Kraljeva Vrnitev                                                   |
| Ian McKellen        | Gandalf Sivi in Gandalf Beli | Bratovščina Prstana (Gandalf Sivi), Stolpa (Gandalf Beli), Kraljeva Vrnitev (Gandalf Beli)      |
| Viggo Mortensen     | Aragorn II                   | Bratovščina Prstana, Stolpa, Kraljeva Vrnitev                                                   |
| Sean Bean           | Boromir                      | Bratovščina Prstana, Stolpa, Kraljeva Vrnitev                                                   |
| Orlando Bloom       | Legolas                      | Bratovščina Prstana, Stolpa, Kraljeva Vrnitev                                                   |
| John Rhys-Davies    | Gimli in Bradodrev (glas)    | Bratovščina Prstana (Gimli), Stolpa (Gimli in Bradodrev), Kraljeva Vrnitev (Gimli in Bradodrev) |
| Ostale večje vloge  |                              |                                                                                                 |
| Andy Serkis         | Gollum in Smeagol            | Bratovščina Prstana (Gollum), Stolpa (Gollum), Kraljeva Vrnitev (Smeagol in Gollum)             |
| Liv Tyler           | Arwen Večernica              | Bratovščina Prstana, Stolpa, Kraljeva Vrnitev                                                   |
| Hugo Weaving        | Elrond                       | Bratovščina Prstana, Stolpa, Kraljeva Vrnitev                                                   |
| Bernard Hill        | Theoden                      | Stolpa, Kraljeva Vrnitev                                                                        |
| Christopher Lee     | Saruman                      | Bratovščina Prstana, Stolpa, Kraljeva Vrnitev                                                   |
| Ostale manjše vloge |                              |                                                                                                 |
| Cate Blanchett      | Galadriel                    | Bratovščina Prstana, Stolpa, Kraljeva Vrnitev                                                   |
| Brad Dourif         | Grima Kačjeust               | Stolpa, Kraljeva Vrnitev                                                                        |
| John Noble          | Denethor II.                 | Stolpa, Kraljeva Vrnitev                                                                        |
| Lawrence Makoare    | Lurtz in Gothmog             | Bratovščina Prstana (Lurtz), Kraljeva Vrnitev (Gothmog)                                         |
| Ian Holm            | Bilbo Bisagin                | Bratovščina Prstana, Kraljeva Vrnitev                                                           |
| Karl-Heinz Urban    | Éomer                        | Stolpa, Kraljeva Vrnitev                                                                        |
| David Wengham       | Faramir                      | Stolpa, Kraljeva Vrnitev                                                                        |
| Miranda Otto        | Eowyn                        | Stolpa, Kraljeva Vrnitev                                                                        |
| Craig Parker        | Haldir                       | Bratovščina Prstana, Stolpa                                                                     |
| Paul Norell         | Kralj mrtvih                 | Kraljeva Vrnitev                                                                                |
| Alan Howard         | Prstan Mogote (glas)         | Bratovščina Prstana, Kraljeva Vrnitev                                                           |
| Sala Baker          | Sauron                       | Bratovščina Prstana, Kraljeva Vrnitev                                                           |

## Sprejem
Trilogija Gospodar prstanov je filmska trilogija z največjim zaslužkom v zgodovini, s skupnim zaslužkom 2,91 milijarde ameriških dolarjev je presegla ostale filmske trilogije, kot sta Vojna zvezd in Boter. Bila je nominirana za 30 oskarjev, od tega jih je prejela 17.  Kar 11 od teh oskarjev je dobil tretji film, ki je leta 2001 prejel vse nagrade, za katere je bil nominiran (t. i. clean sweep).
Najboljše kritike med igralci sta si prislužili Ian McKellen kot Gandalf in Sean Astin kot Samo. Film ni prejel nobenega oskarja za glavnega ali stranskega igralca, Ian McKellen pa je bil nominiran za stransko vlogo v Bratovščini prstana. Filmi so na spletni strani Rotten Tomatoes, ki podaja povprečje ocen številnih filmskih kritikov, prejeli ocene 92 %, 96 % in 94 %, kar trilogijo uvršča na drugo mesto med trilogijami - prvo mesto je zasedla trilogija Svet igrač.
| Nagrada                  | Prejete nagrade           | Prejete nagrade | Prejete nagrade          |
| Nagrada                  | Bratovščina prstana       | Stolpa          | Kraljeva vrnitev         |
| ------------------------ | ------------------------- | --------------- | ------------------------ |
| Scenografija             | Nominacija                | Nominacija      | Prejel                   |
| Fotografija              | Prejel                    |                 |                          |
| Kostumografija           | Nominacija                |                 | Prejel                   |
| Režija                   | Nominacija                |                 | Prejel                   |
| Montaža                  | Nominacija                | Nominacija      | Prejel                   |
| Maska                    | Prejel                    |                 | Prejel                   |
| Izvirna glasbena podlaga | Prejel                    |                 | Prejel                   |
| Izvirna pesem            | Nominacija ("May It Be")  |                 | Prejel ("Into the West") |
| Najboljši film           | Nominacija                | Nominacija      | Prejel                   |
| Montaža zvoka            |                           | Prejel          |                          |
| Mešanje zvoka            | Nominacija                | Nominacija      | Prejel                   |
| Igralec v stranski vlogi | Nominacija (Ian McKellen) |                 |                          |
| Posebni učinki           | Prejel                    | Prejel          | Prejel                   |
| Prirejeni scenarij       | Nominacija                |                 | Prejel                   |

Kljub kritikam zaradi odmika od originala je filmska trilogija krepko okrepila zanimanje za dela pisatelja Tolkiena in občutno povečala vpliv njegovih del na popularno kulturo.